# Județ d'Ilfov
Ilfov est le județ roumain qui entoure la municipalité de Bucarest où se trouve sa préfecture bien que celle-ci n'en fasse pas partie.

## Géographie
Ilfov, qui est actuellement le plus petit județ de Roumanie avec une superficie de 1 593 km2, est situé dans la Plaine valaque, autour de Bucarest. Le climat est tempéré continental avec une pluviométrie moyenne annuelle de 460-500 mm. Les cours d'eau les plus importants sont la Colentina, la Dâmbovița (qui approvisionne en eau les villes de Buftea et de Bucarest), et les lacs les plus vastes sont Cernica, Snagov et Căldărușani situés dans la partie nord du județ, longeant le rive droite des rivières Ialomița et de son affluent Gruiul.

## Histoire
Le județ d'Ilfov figure dès le XVIIe siècle sur les anciennes cartes de la Valachie (une des deux Principautés danubiennes) mais son territoire était alors bien plus grand qu'aujourd'hui, avec une superficie de 8 225 km2, contre 1 593 km2 depuis la modification de 1981. Il est une subdivision administrative de la Valachie de 1330 à 1859, de la Principauté de Roumanie de 1859 à 1881, du Royaume de Roumanie de 1881 à 1947, de la République socialiste de Roumanie de 1948 à 1952 et de 1968 à 1989, puis de la Roumanie depuis 1990. Entre 1952 et 1968 les județe ont été remplacés par des régions plus vastes. Comme toute la Roumanie, le territoire du județ a subi les régimes dictatoriaux carliste, fasciste et communiste de février 1938 à décembre 1989, mais connaît à nouveau la démocratie depuis 1990.
Initialement il était gouverné par un jude (à la fois préfet et juge suprême) nommé par les hospodars de Valachie, puis par un prefect choisi par le premier ministre et nommé par le roi jusqu'en 1947, puis par le secrétaire général județean (départemental) de la section locale du Parti communiste roumain, choisi par le Comité central, et enfin, depuis 1990, à nouveau par un prefect assisté d'un président du conseil județean (départemental) élu par les conseillers, eux-mêmes élus par les électeurs.
La modification de 1981, voulue par Nicolae Ceaușescu, a démantelé l'Ilfov, dont 6 632 km2 ont été rattachés aux județe limitrophes de Prahova au Nord, Dâmbovița à l'Ouest, Giurgiu au Sud-Ouest et Ialomița et Călărași à l’Est, tandis que les 1 593 km2 restants ont été rattachés directement à la municipalité de Bucarest, en tant que « secteur agricole » (la ville était déjà divisée en « secteurs » urbains), censé, dans le cadre de la politique autarcique de l'époque, suffire aux besoins alimentaires de la capitale, ce qui ne fut pas le cas en pratique. En 1997, la loi no 50/97 a transformé ce « secteur agricole » d'Ilfov en județ à part entière, comptant 34 communes rurales et huit villes.

## Listes des villes et communes

### Villes
(population en 2011)
- Bragadiru (15 329)
- Buftea, siège officiel du județ (22 178). L'administration du județ réside à Bucarest.
- Chitila (14 184)
- Măgurele (11 041)
- Otopeni (13 861)
- Pantelimon (25 596)
- Popești-Leordeni (21 895)
- Voluntari (42 944)

### Communes
- Mogoșoaia

## Politique
| Parti | Parti                             | Sièges |
| ----- | --------------------------------- | ------ |
|       | Parti national libéral (PNL)      | 16     |
|       | Alliance 2020 USR-PLUS (USR-PLUS) | 5      |
|       | Parti social-démocrate (PSD)      | 5      |
|       | Pro Romania (PRO)                 | 4      |
|       | Parti Mouvement populaire (PMP)   | 2      |